# Karel De Gucht
Karel Lodewijk Georgette Emmerence De Gucht, född 27 januari 1954 i Overmere i Berlare i Östflandern, är en belgisk politiker och sedan 2009 EU-kommissionär. 
De Gucht var ledamot av Europaparlamentet 1980-1994, flamländska parlamentet 1995-2003 och från 2003 av det federala parlamentet. Han representerar det liberala partiet Vlaamse Liberalen en Democraten och var dess ordförande 1999-2004. Han tvingades avgå som partiordförande efter oenighet med partikollegan och premiärministern Guy Verhofstadt om ett förslag om att ge medborgarlösa invandrare rösträtt i kommunalvalen, vilket De Gucht motsatte sig. Oenigheten skadade partiets rykte allvarligt, vilket visade sig i 2004 års regionalval i Belgien. Trots detta utsågs De Gucht till utrikesminister samma år sedan företrädare Louis Michel blivit utnämnd till EU-kommissionär. 
De Gucht tjänstgjorde ett halvår som biståndskommissionär i Kommissionen Barroso I efter att företrädaren Michel valts in i Europaparlamentet 2009. Från 10 februari 2010 är De Gucht kommissionär med ansvar för handelsfrågor i Kommissionen Barroso II.